# 岡山市立香和中学校
岡山市立香和中学校（おかやましりつ こうわちゅうがっこう）は、岡山県岡山市北区吉宗の津高地域地区にある公立中学校。

## 沿革
- 1947年（昭和22年） 野谷村他2か村学校組合立香和中学校（御津郡野谷村・馬屋上村・横井村）を創設。
- 1955年（昭和30年）3月1日 野谷村・馬屋上村が合併して津高村となったことに伴い、津高村・横井村組合立香和中学校に改称する。
- 1959年（昭和34年）2月1日 津高村・横井村が合併して津高町となったことに伴い、津高町立香和中学校に改称する。
- 1971年（昭和46年）1月8日 津高町が岡山市に編入されたことに伴い、岡山市立香和中学校に改称する。

## 関係する小学校
- 岡山市立野谷小学校
- 岡山市立馬屋上小学校
- 岡山市立横井小学校

## 通学区域が隣接している学校
- 岡山市立足守中学校
- 岡山市立中山中学校
- 岡山市立京山中学校
- 岡山市立岡北中学校
- 岡山市立御津中学校